# Dallas Hart
Pour l’article homonyme, voir Hart.
Dallas Hart est un acteur américain, né le 14 février 1995 aux États-Unis.

## Filmographie

### Long-métrage
- 2014 : Ashes of Eden : Teddy
- 2014 : A Matter of Faith : Guy in Library
- 2016 : Sleeping Beauty : Luke
- 2017 : The Guest House : Friend

### Court-métrage
- 2011 : Motion Sickness : Ben
- 2012 : Everybody Lies : Jake
- 2013 : The Park Bench : Jake
- 2013 : Early Summer : Victor
- 2014 : Journey to Abaddon : Darion
- 2015 : Chasing Hayes : Tyler's Friend

### Télévision
- 2012 : Front Seat Chronicles : Nick (1 épisode)
- 2013 : We Are Men : Jared (1 épisode)
- 2014 : The Fosters : Party-Goer (1 épisode)
- 2015 : The Social Experiment : Will (6 épisodes)
- 2016 : Astrid Clover : Ryan (1 épisode)
- 2016 : Rizzoli and Isles : Isaac (1 épisode)
- 2017 : Sunset Glory: Doolittle's Heroes : Co-Pilot Hamil (1 épisode)
- 2017-2019 : Greenhouse Academy : Leo Cruz (32 épisodes)